# Ciparahu
Ciparahu is een bestuurslaag in het regentschap Lebak van de provincie Banten, Indonesië. Ciparahu telt 4076 inwoners (volkstelling 2010).